# Tatler
Tatler (tattler в переводе с англ. — «болтун», «сплетник») — британский журнал о моде и светской жизни, основанный в 1901 году.
Назван в честь одного из первых журналов, ежедневно издававшегося в 1709—1711 годах Ричардом Стилом и Джозефом Аддисоном. В настоящее время выпускается компанией Condé Nast. Имеет региональные версии в Казахстане, Гонконге, Китае, Сингапуре, Малайзии, Индонезии, на Тайване и Филиппинах.

## История
Журнал был представлен 3 июля 1901 года Клементом Шортером, издателем газеты «The Sphere». Название было дано в честь оригинального светского журнала, основанного ирландским журналистом, Ричардом Стилом в 1709 году. Это было еженедельное издание с подзаголовком «иллюстрированный журнал общества и драмы». В нём печатались новости и фотографии с балов высшего общества, благотворительных мероприятий, скачек, моды и сплетен с иллюстрациями и Х. М. Бейтмана.
В 1961 году издательство «Illustrated Newspapers», которое издавало Tatler, The Sphere и The Illustrated London News, было куплено Роем Томсоном. В 1965 году Tatler был переименован в «London Life». В 1968 году он был куплен издательством Гая Уэйтса, «Illustrated County Magazine» и название Tatler было восстановлено. Издательство Уэйта имела несколько журналов в стиле Tatler. Уэйт, «усатый мошенник-плейбой», был осужден за мошенничество в 1980 году за завышение тиража Tatler с 15 000 до 49 000 экземпляров.
В 1977 году журнал был продан и возобновлен в качестве ежемесячного под названием «Tatler & Bystander» вплоть до 1982 года. Редактор, Тина Браун создала яркий и молодой Tatler, ей приписывают возвращение журналу остроты, иронии и остроумия. Она назвала его «комическим произведением высшего класса» и, увеличив его влияние и тираж, сделала его достаточно ярким, чтобы компания Condé Nast заинтересовалась им. Впоследствии Браун переехал в Нью-Йорк, где получил ещё один титул Конде Наст — «Ярмарка тщеславия». Впоследствии Браун переехала в Нью-Йорк, что работать над журналом Vanity Fair.
После нескольких смен редакторов и надвигающейся рецессии популярность журнала снова стала падать; Джейн Проктер была привлечена, чтобы заново изобрести название для 1990-х годов. Тираж вырос до более чем 90 000 экземпляров. Журнал создавал различные дополнения, включая путеводители по путешествиям и ресторанам, часто упоминаемые и внимательно отслеживаемые списки «Most Invited» и «Little Black Book», а также различные вечеринки.
В 2011 году Кейт Риардон стала редактором журнала. Ранее она была модным ассистентом в американском Vogue, а затем, в возрасте 21 года, стала самым молодым в истории модным директором Tatler. Под руководством Риардон Tatler сохранил свою позицию самой состоятельной аудитории журналов компании Condé Nast, превысив в среднем 175 000 долларов в 2013 году. Риардон покинула журнал в конце 2017 года. О назначении Ричарда Деннена новым редактором было объявлено в начале февраля 2018 года, он занял пост 12 февраля.
В 2014 году канал Би-би-си транслировал трехсерийный документальный телевизионный сериал «Posh People: Inside Tatler», в котором была показана редакция журнала и их работа над ним.
Одна из самых обсуждаемых ежегодных статей журнала Tatler — это «Little Black Book». Приложение включает в себя список самых завидных холостяков, как мужчин, так и женщин из разных слоев общества: аристократы и инвестиционные банкиры наряду со знаменитостями и теми, кто работает в медиа-секторе.

## В России
Первый номер российской версии издания вышел в сентябре 2008 года. Российский Tatler — проект издательского дома Condé Nast.
Бывший главный редактор российского Tatler — Виктория Давыдова. 28 июля 2010 года главным редактором журнала была назначена Ксения Соловьёва, ранее занимавшая пост заместителя главного редактора Виктории Давыдовой. С 1 марта 2021 года главным редактором стал Ариан Романовский, сменивший Ксению Соловьёву.
8 марта 2022 года, после вторжения России на Украину, издательский дом Condé Nast, выпускающий журналы Tatler, Vogue, GQ и Glamour, объявил о приостановке работы в России.